# Aize

Aize este o comună în departamentul Indre, Franța. În 2009 avea o populație de 130 de locuitori.